# William James
William James (født 11. januar 1842, død 26. august 1910) var en amerikansk psykolog og filosof. Han var professor i psykologi og filosofi ved Harvard-universitetet fra 1876 til 1907, og en af grundlæggerne af den såkaldte pragmatisme, en retning indenfor filosofien. Han skrev en anerkendt psykologisk lærebog i to bind, kaldet Principles of Psychology, hvor han blandt andet beskrev bevidstheden som en kontinuerlig strøm - begrebet stream of consciousness kommer fra James.
William James var storebror til forfatteren Henry James. De fik en privilegeret, men rodløs opvækst. Deres far var fritænker og indskærpede frihed og åndelighed som afgørende sider ved menneskets eksistens. William James begyndte at studere naturvidenskab ved Harvard, lige da striden om Darwins evolutionsteori pågik. James troede, Darwin havde ret, men var rystet ved tanken om, at det kunne indebære en determinisme i strid med den frie vilje. I foråret 1870 fuldførte han medicinstudiet, men var usikker på sin vej videre. Han kæmpede med hovedpine, rygplager og fordøjelsesproblemer, og følte sig nedstemt og irritabel på trods af flere ophold ved kurbade i Europa. I marts 1870 traf det ham hårdt, at hans kusine døde; de havde stået hinanden meget nær. Tabet af hende kan have udløst hans psykiske sammenbrud, skildret i The varieties of religious experience.
Hans fortvivlelse fik ham til at vurdere selvmord, men i stedet besluttede han, at "min første frie viljeshandling skal være at tro på den frie vilje". Med det som sit program arbejdede han sig ud af håbløsheden ved at lægge til rette for et aktivt liv, på trods af tilværelsens grundlæggende usikkerhed, som en anerkendelse af livets krav om handling og deltagelse. Det hjalp yderligere, at han lykkedes som underviser ved Harvard, og blev opfordret af forlæggeren Henry Holt til at skrive en lærebog i psykologi, som det godt nok tog ham tolv år at få skrevet, men som også blev en bestseller og klassiker: Principles of Psychology. Han giftede sig med Alice Howe Gibbens i juli 1878 og fandt en god støtte i hende. Parret fik fem børn.
James-Langes teori er en teori indenfor psykologi om ophavet til vore følelser, udviklet af James og danskeren Carl G. Lange uafhængigt af hinanden i henholdsvis 1884 og 1885.